# Tom Fellows
Tom Allen Fellows (Solihull, 25 juli 2003) is een Engels voetballer die doorgaans speelt als middenvelder. In augustus 2021 debuteerde hij voor West Bromwich Albion.

## Clubcarrière
Fellows speelde vanaf zijn negende levensjaar in de jeugdopleiding van West Bromwich Albion, die hij uiteindelijk doorliep. Zijn professionele debuut maakte hij op 25 augustus 2021, toen in de EFL Cup met 0–6 verloren werd van Arsenal door een hattrick van Pierre-Emerick Aubameyang en doelpunten van Nicolas Pépé, Bukayo Saka en Alexandre Lacazette. Fellows mocht van coach Valérien Ismaël in de basisopstelling beginnen en hij speelde het gehele duel mee. Later dat seizoen speelde hij nog vier wedstrijden in het Championship en twee in de FA Cup. Na het seizoen 2022/23 begonnen te zijn met twee EFL Cup-optredens, huurde Crawley Town de middenvelder voor het restant van de jaargang.
Bij die club was hij overwegend basisspeler in de League Two en met een jaar ervaring op zak keerde Fellows in de zomer van 2023 terug bij West Bromwich Albion. Hier nam zijn speeltijd in het eerste elftal flink toe. Dit leidde ook tot zijn eerste doelpunt als profvoetballer, op 7 januari 2024. Op die dag scoorde hij tijdens een overwinning op Aldershot Town: 4–1. Zes dagen later was hij ook trefzeker in de competitie. Hij opende de score tegen Blackburn Rovers, waarvan ook met 4–1 gewonnen werd. In dezelfde maand zette Fellows zijn handtekening onder een vernieuwd contract, tot medio 2027.

## Clubstatistieken
| Seizoen | Club                 | Competitie   | Competitie | Competitie | Beker | Beker | Internationaal | Internationaal | Totaal | Totaal |
| Seizoen | Club                 | Competitie   | Wed.       | Dlp.       | Wed.  | Dlp.  | Wed.           | Dlp.           | Wed.   | Dlp.   |
| ------- | -------------------- | ------------ | ---------- | ---------- | ----- | ----- | -------------- | -------------- | ------ | ------ |
| 2021/22 | West Bromwich Albion | Championship | 4          | 0          | 2     | 0     | —              | —              | 6      | 0      |
| 2022/23 | West Bromwich Albion | Championship | 0          | 0          | 2     | 0     | —              | —              | 2      | 0      |
| 2022/23 | → Crawley Town       | League Two   | 38         | 0          | 2     | 0     | —              | —              | 40     | 0      |
| 2023/24 | West Bromwich Albion | Championship | 35         | 4          | 3     | 1     | —              | —              | 38     | 5      |
| 2024/25 | West Bromwich Albion | Championship | 45         | 4          | 1     | 0     | —              | —              | 46     | 4      |
| Totaal  | Totaal               | Totaal       | 122        | 8          | 10    | 1     | 0              | 0              | 132    | 9      |

Bijgewerkt op 21 mei 2025.